# Ceratosauria
Die Ceratosauria sind eine formenreiche Gruppe basaler (ursprünglicher) theropoder Dinosaurier. Sie war weltweit verbreitet und existierte vom Unterjura bis zur Oberkreide. Vertreter dieser Gruppe waren kleine bis große, größtenteils zweibeinig laufende Fleischfresser, die teils komplexe Schädelornamente wie Kopfhörner aufwiesen. Die Gruppe der Ceratosauria schließt neben einer Reihe von basalen Gattungen die Abelisauroidea mit ein, welche wiederum die Noasauridae und die Abelisauridae umfassen.
Die Gruppe wurde erst gegen Ende der 1980er Jahre als eigene Entwicklungslinie der Theropoden erkannt und ihr Fossilbericht ist bis heute noch sehr lückenhaft. Das mag zum Teil daran liegen, dass sie offenbar hauptsächlich auf der südlichen Halbkugel (Gondwana) vorkamen, von wo der Fossilbericht generell noch sehr lückenhaft ist. In der südlichen Halbkugel waren sie jedoch eine sehr wichtige Gruppe und haben dort offenbar die ökologischen Nischen sowohl der großen, als auch der kleinen Raubsaurier ausgefüllt. So gehört der kleinste bekannte Ceratosaurier, Ligabueino aus der Unterkreide Argentiniens, mit einer angenommenen Körpergröße von 60–70 Zentimetern zu den kleinsten Raubsauriern, während Carnotaurus und Aucasaurus aus der Oberkreide Argentiniens mit 8–9 Metern Länge vermutlich die größten Fleischfresser ihrer Ökosysteme waren.
Ursprünglich wurden die Coelophysoidea innerhalb der Ceratosauria klassifiziert. Heute wird diese Gruppierung meistens als paraphyletisch betrachtet, die Coelophysoidea werden daher außerhalb der Ceratosauria klassifiziert.

## Merkmale
Ceratosauria waren kleine bis große Theropoden, einige Formen erreichten eine Länge von zehn Metern.

### Rumpf- und Gliedmaßenskelett
Sie hatten 17 (Elaphrosaurus) bis 22 (Carnotaurus) Präsacralwirbel (Wirbel vor dem Kreuzbein), davon zehn Halswirbel, die einen S-förmigen Nacken formten. Die genaue Anzahl der Schwanzwirbel ist nicht genau bekannt, für Ceratosaurus werden 50 angegeben. Ihre Wirbelanatomie ähnelte eher der der Tetanurae als der der Coelophysoidea. Die Knochen der Hinterbeine der Ceratosauria sind hohl und dünnwandig. Sie waren durch stark verkürzte Arme gekennzeichnet, die bei einigen Formen, wie etwa Carnotaurus so sehr reduziert waren, dass sie vermutlich kaum noch eine Funktion hatten.

### Schädel

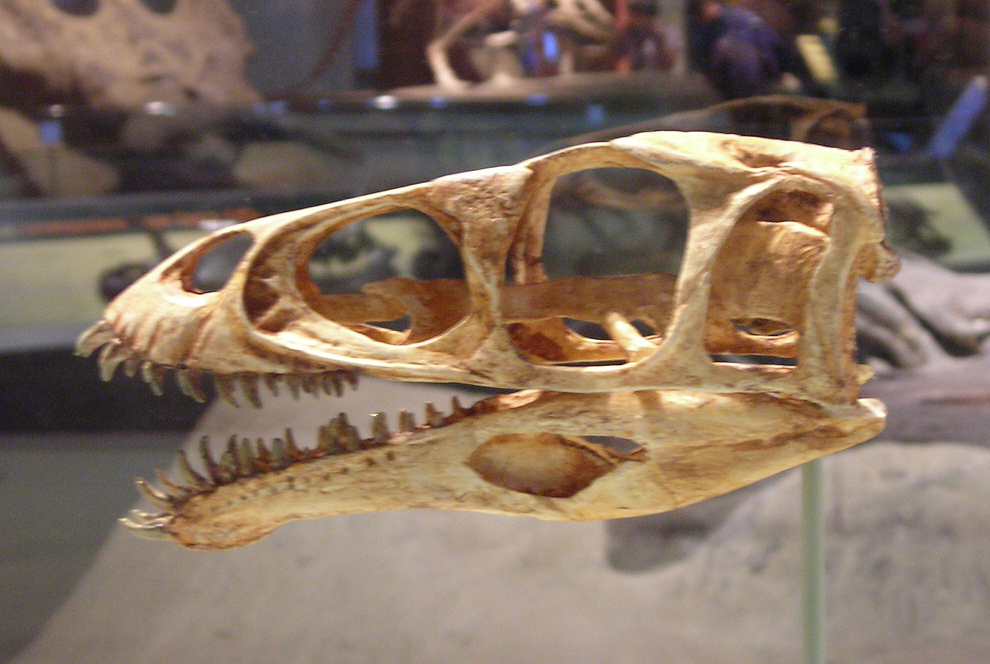
Schädel von Masiakasaurus

Die Schädel waren groß, hoch gebaut, die Schnauze kurz und breit. Die Schädelfenster erreichten oft die doppelte Größe der Augenhöhlen. Zudem sind zahlreiche Sonderanpassungen an den Schädeln bei verschiedenen Gruppen auffällig, so etwa das Horn auf dem Nasenbein bei Ceratosaurus und Hörner auf dem Stirnbein von Carnotaurus, Majungasaurus und anderer Abelisauriden. Das Maxillare ist kurz und, mit Ausnahme des der Noasauridae, hoch gebaut. Die Stirnbeine sind miteinander und mit den Scheitelbeinen zusammengewachsen.

## Systematik

### Forschungsgeschichte und der Begriff Neoceratosauria
Die Gruppe Ceratosauria wurde erstmals 1884 von Othniel Charles Marsh aufgestellt und enthielt anfangs lediglich die Ornithomimidae sowie die Ceratosauridae. Die Ceratosauridae stelle Marsh früher im selben Jahr auf – anfangs eine redundante Gruppe, die Ceratosaurus als einzigen Vertreter enthielt. In der Folgezeit fand der Name Ceratosauria nur wenig Verwendung, und es war umstritten, welche Gattungen innerhalb dieser Gruppe eingeordnet werden sollten. Erst Ende des 20. Jahrhunderts wurde der Name etabliert: So verwenden Rowe und Gauthier (1990) den Namen Ceratosauria, um die Familie Coelophysidae (Dilophosaurus, Coelophysis und Megapnosaurus) und die Gattung Ceratosaurus zusammenzufassen. Später wurde die nahe Verwandtschaft von Ceratosaurus mit den Abelisauridae offensichtlich, weshalb Novas (1992) eine neue Gruppe innerhalb der Ceratosauria aufstellte, die Neoceratosauria: Diese sollte Ceratosaurus, Noasaurus sowie die Abelisauridae zusammenfassen, unter Ausschluss der Coelophysidae. Seitdem galten die Ceratosauria als Gruppe basaler Theropoden, welche die Coelophysidae (bzw. die etwas umfassendere Coelophysoidea) auf der einen, und die erst später im Fossilbericht auftauchenden Neoceratosauria auf der anderen Seite umfassen sollte. Heute halten die meisten Forscher die Gruppierung Neoceratosauria + Coelophysoidea als paraphyletisch: So haben sich die Coelophysoidea bereits früher und unabhängig von den Neoceratosauria von der Hauptentwicklungslinie der Theropoden abgespalten. Die Coelophysoidea werden daher außerhalb der Ceratosauria klassifiziert, wobei der Name Neoceratosauria häufig als Synonym des Namens Ceratosauria verstanden wird.
Folgendes Kladogramm zeigt die ursprüngliche, heute von den meisten Forschern abgelehnte Definition der Ceratosauria mit den Untergruppen Coelophysoidea und Neoceratosauria:

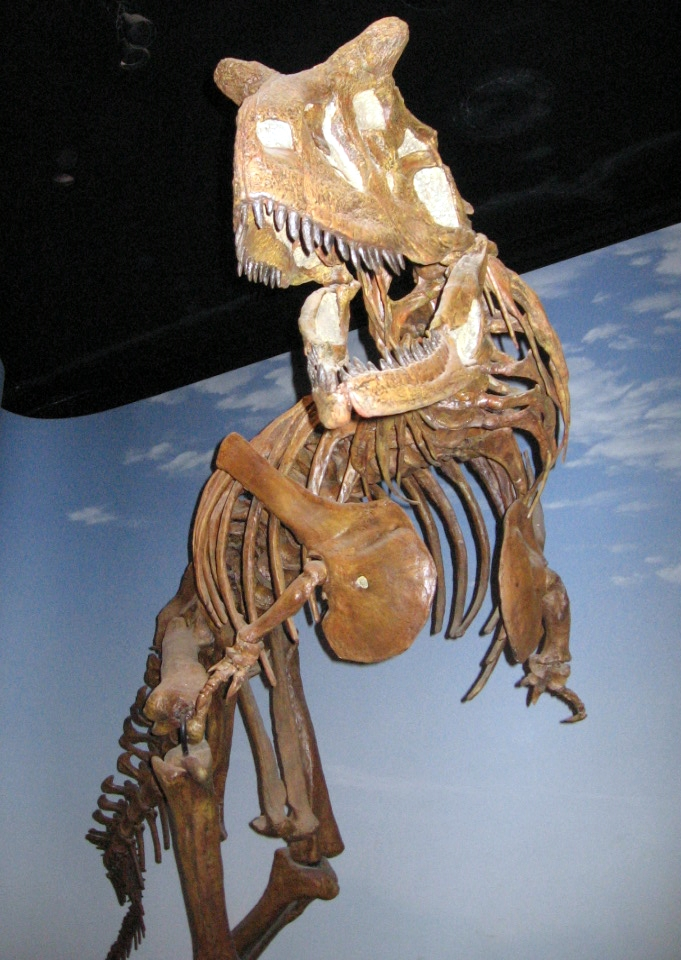
Skelettrekonstruktion von Carnotaurus

| Ceratosauria | \| \| Coelophysoidea \| \| \| \| \| \| Neoceratosauria \| \| \| \| |
|              | \| \| Coelophysoidea \| \| \| \| \| \| Neoceratosauria \| \| \| \| |
|              | Tetanurae                                                          |
|              |                                                                    |
|              | Coelophysoidea                                                     |
|              |                                                                    |
|              | Neoceratosauria                                                    |
|              |                                                                    |

|  | Coelophysoidea  |
|  |                 |
|  | Neoceratosauria |
|  |                 |

### Äußere Systematik
Die Ceratosauria spalteten sich recht früh von dem Hauptentwicklungszweig der Theropoden ab. Sie bilden die Schwestergruppe der Tetanurae, welcher die meisten anderen Theropoden einschließlich der Vögel angehören. Zusammen bilden die Ceratosauria und die Tetanurae das Taxon Neotheropoda. Eine weitere Gruppe basaler Theropoden, die Coelophysoidea, bilden die Schwestergruppe der Neotheropoda.
|              | Coelophysoidea                                             |
|              |                                                            |
| Neotheropoda | \| \| Ceratosauria \| \| \| \| \| \| Tetanurae \| \| \| \| |
|              | \| \| Ceratosauria \| \| \| \| \| \| Tetanurae \| \| \| \| |
|              | Ceratosauria                                               |
|              |                                                            |
|              | Tetanurae                                                  |
|              |                                                            |

|  | Ceratosauria |
|  |              |
|  | Tetanurae    |
|  |              |

### Innere Systematik
Innerhalb der Ceratosauria gibt es neben den basalen, vor allem jurassischen Formen die Abelisauroidea, die vor allem in der Kreidezeit auf den Südkontinenten verbreitet waren. Zu ihnen gehören alle Theropoden, die näher mit Carnotaurus sastrei verwandt sind als mit Ceratosaurus nasicornis. Die Abelisauroidea werden in Noasauridae und Abelisauridae unterteilt. Letztere werden definiert als Abelisaurus comahuensis und Carnotaurus sastrei, deren jüngstem gemeinsamen Vorfahren und all dessen Nachkommen. Die Noasauridae wurden zunächst nur für Noasaurus leali geschaffen. Heute werden ihnen einige weitere Gattungen zugeschrieben.

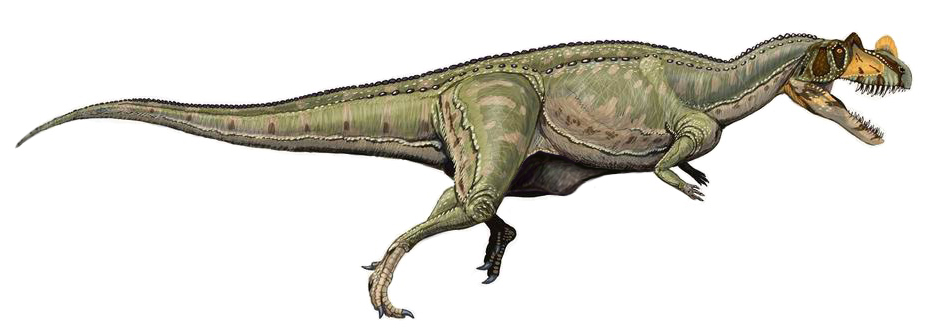
Ceratosaurus

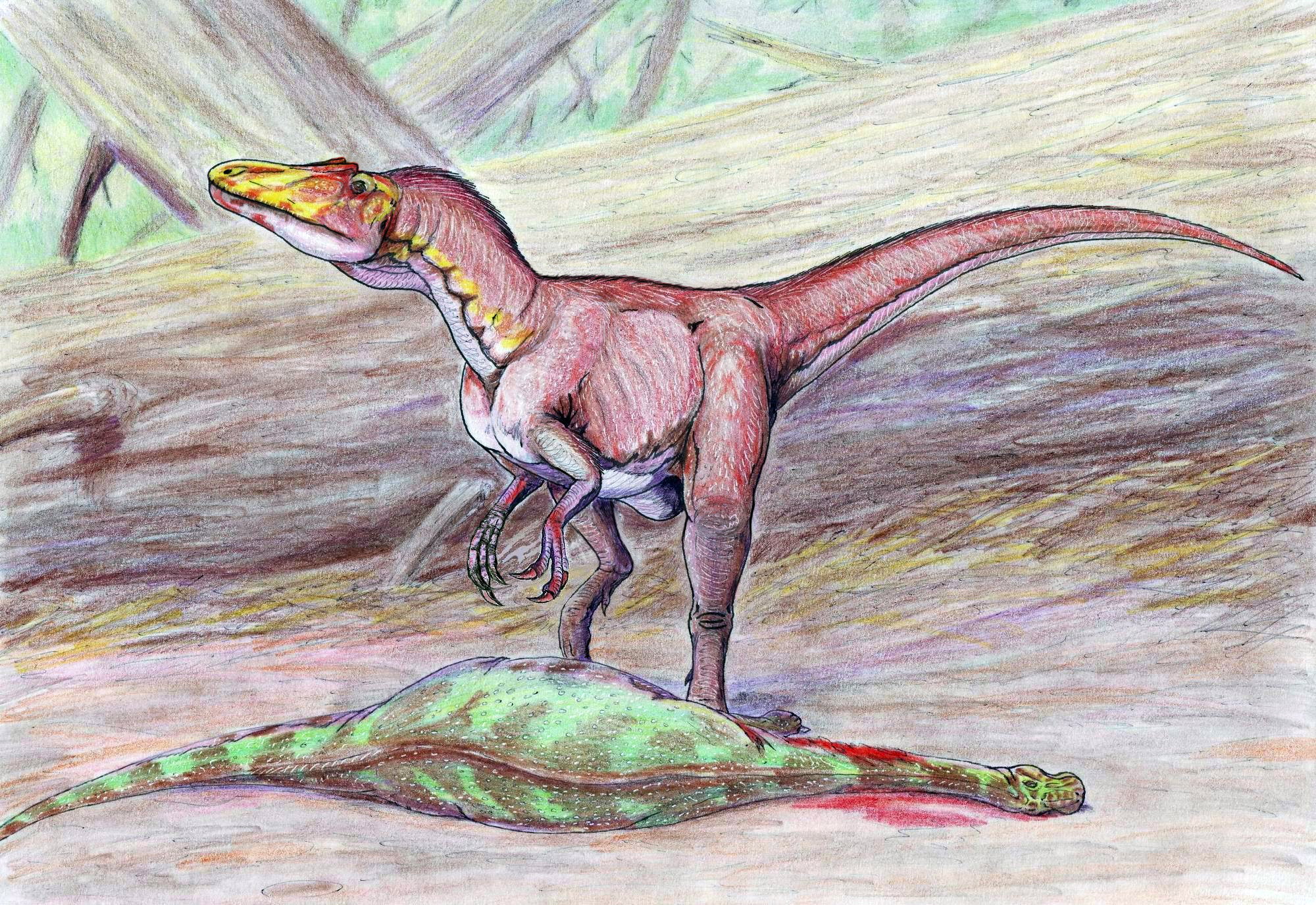
Deltadromeus

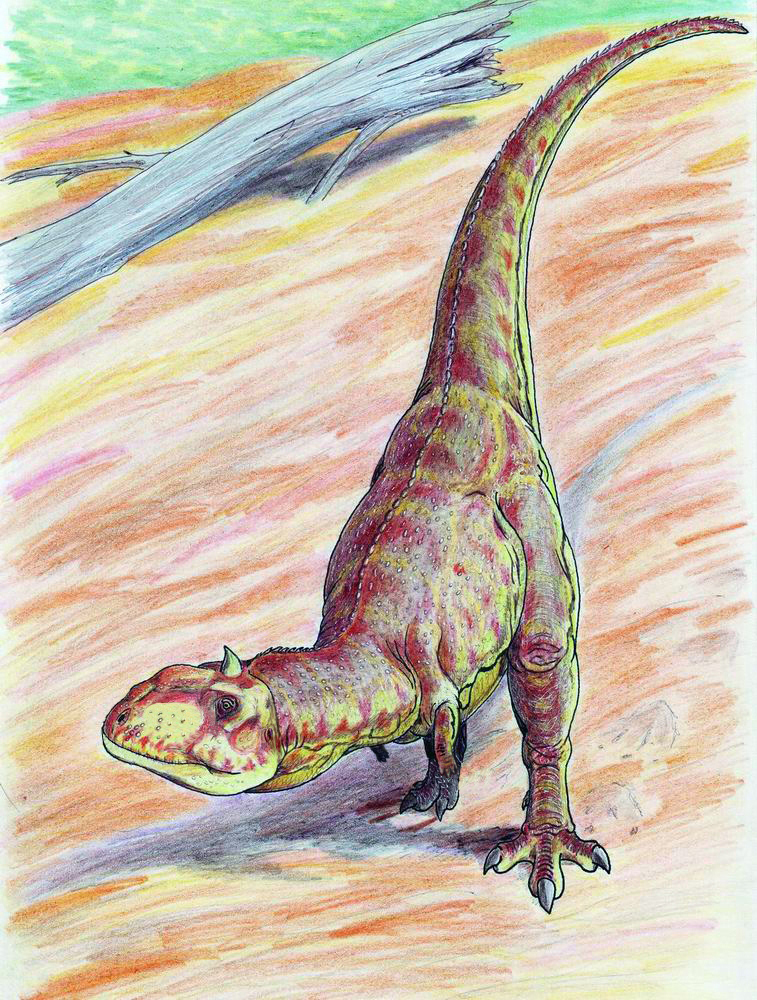
Majungasaurus

- Ceratosauria
  - Camarillasaurus[8]
  - Ceratosaurus
  - Deltadromeus
  - Elaphrosaurus
  - Genyodectes
  - Limusaurus
  - Saltriovenator[9]
  - Spinostropheus
  - Velocipes
  - Abelisauroidea
    - Austrocheirus
    - Berberosaurus[1]
    - Ligabueino
    - Tarascosaurus
    - Noasauridae
      - Berthasaura[10]
      - Genusaurus
      - Laevisuchus
      - Masiakasaurus
      - Noasaurus
      - Velocisaurus

    - Abelisauridae
      - Abelisaurus
      - Aucasaurus
      - Carnotaurus
      - Ekrixinatosaurus
      - Ilokelesia
      - Indosaurus
      - Indosuchus
      - Kryptops
      - Lametasaurus
      - Majungasaurus
      - Rahiolisaurus
      - Rajasaurus
      - Rugops
      - Skorpiovenator
      - Vitakridrinda
      - Xenotarsosaurus